# SMS Hindenburg
Az SMS Hindenburg a Császári Haditengerészet (Kaiserliche Marine) egyik csatacirkálója volt az első világháborúban, a Derfflinger-osztály harmadikként, kisebb módosításokkal elkészült egysége. Ugyanolyan 30,5 cm-es lövegekkel volt felszerelve, mint a testvérhajói, de a módosított lövegtornyoknak köszönhetően nagyobb volt a lőtávolsága. 2,5 méterrel volt náluk hosszabb és sebessége is valamivel nagyobb volt. Paul von Hindenburg tábornagy után nevezték el, annak Tannenbergnél és a Mazuri-tavaknál aratott győzelmei előtt tisztelegve.
A Hindenburg volt az utolsó befejezett német kapitális hadihajó az első világháború idején és késői szolgálatba állítása miatt nem vett részt komolyabb tengeri összecsapásokban. Az I. felderítőcsoport (Aufklärungsgruppe I) zászlóshajójaként 1917-18-ban több rövidebb hadműveletet vezetett. A Hindenburgot a Nyílt-tengeri Flotta (Hochseeflotte) legtöbb egységéhez hasonlóan Scapa Flow-ban internálták 1918 novemberében. Ludwig von Reuter ellentengernagy parancsára itt 1919. június 21-én a többi hajóval együtt a legénysége elsüllyesztette, hogy ne kerülhessen a britek kezére. A Hindenburg volt az utolsó hajó, mely elsüllyedt. 1930-ban kiemelték és a következő két év során lebontották.

## Tervezés
A Hindenburg fő fegyverzetét nyolc darab 30,5 cm-es ágyú alkotta, melyeket négy Drh LC/1913 jelű duplatoronyban helyeztek el. Ezek a Derfflingerre és a Lützow-ra telepített Drh LC/1912 tornyok továbbfejlesztett változatai voltak ésezeknél  az ágyúkat magasabb szögben lehetett megemelni (16° a 13,5° helyett). Ennek köszönhetően a lőtávolsága 2000 méterrel nagyobb volt. 1916-ban utólag a másik két csatacirkáló lövegtornyait is hasonlóan módosították. A Lützow-hoz hasonlóan 14 darab 15 cm-es 45-ös kaliberhosszúságú gyorstüzelőágyúval és négy 60 cm-es torpedóvetőcsővel volt felszerelve, szemben a Derfflinger 12 darab 15 cm-es ágyújával és négy 50 cm-es torpedóvetőcsövével.  

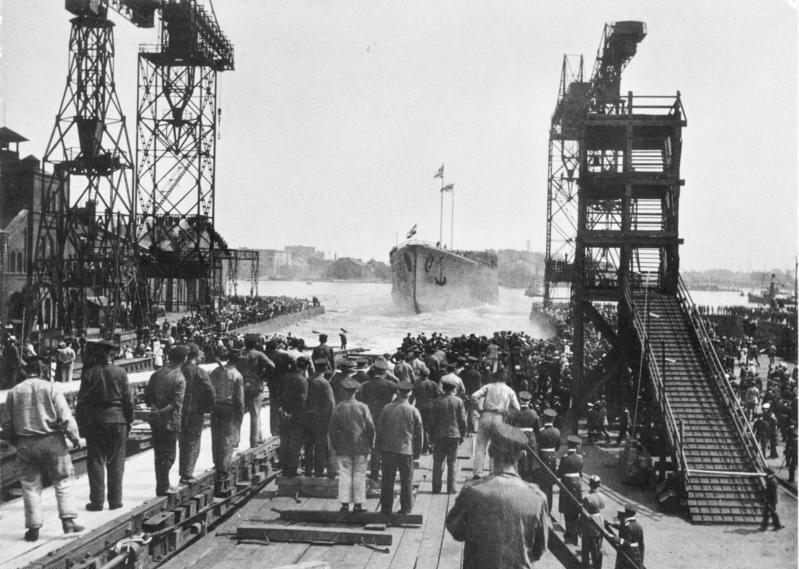
a Hindenburg vízrebocsátása 1915. augusztus 1-én

Az első világháborús német hadihajók közül a Hindenburg meghajtása volt a legerősebb. A csúcssebességét illetően a szakirodalmak eltérő adatokat hoznak fel 26,6 és 27,0 csomó között, mely értékek meghaladják a testvérhajóinál mért 25,5 csomós értékeket. Itt figyelembe kell venni azt is, hogy a Hindenburg esetében a próbautakat a harci körülményekhez közeli terheléssel végezték, nem pedig a békeidőkben szokásos módon üresen az erre a célra kijelölt területen a Danzig melletti Neukrugnál. A sebességpróbákra a Kieli-öböl sekély vizében került sor, ami jelentősen befolyásolta a hajó sebességét. Közel teljes terhelés mellett a Hindenburg több mint 95 000 LE-s teljesítmény leadására volt képes, ami alapján feltételezik, hogy a valós végsebessége elérhette a 29 csomót – hasonlóan a Seydlitzhez, mely egységnek rosszabb volt a hosszúság-szélesség aránya és mely ezt a sebességet kisebb teljesítmény mellett érte el.

## Építése
A Kaiserliche Werftnél Wilhelmshavenben épült Hindenburg volt az osztálya utolsó egysége. Az 1912-13-as költségvetésben határoztak a megépítéséről. A kiöregedett Hertha védett cirkáló pótlására szánt csatacirkáló gerincét 1913. június 30-án fektették le és 1915. augusztus 1-én bocsátották vízre, de a háború miatt megváltozott prioritások miatt az építése egészen 1917. május 10-ig elhúzódott. Emiatt a nagyobb tengeri összecsapásokban már nem vehetett részt. A brit hírszerzés tévesen a késői átadását annak tudta be, hogy egyes elemeit a skagerraki csatában megsérült Derfflinger javításához használták fel. Az építése valójában a fellépő munkaerőhiány miatt húzódott el ennyire.

## Szolgálat

### Második helgolandi csata
A Hindenburgot 1917. október 20-án jelentették teljesen bevethetőnek. November 17-én a Moltkéval és a II. felderítőcsoport könnyűcirkálóival közösen aknamentesítést végző egységek távoli biztosítását látta el, mikor az aknaszedőket brit hadihajók támadták meg. A támadók között voltak a britek új csatacirkálói, a Repulse, a Courageous és a Glorious is. Mire azonban a két német csatacirkáló a helyszínre ért a britek már visszavonultak. November 23-án a Hindenburg váltotta a Seydlitzet az I. felderítőcsoport zászlóshajójaként.

### 1918. április 23-ai előretörés
1917 végén a Hochseeflotte könnyű egységei rajtaütéseket hajtottak végre a Nagy-Britannia és Norvégia között közlekedő konvojokon. Október 17-én a Brummer és a Bremse könnyűcirkálók kaptak el egy konvojt, melynek tizenkét teherhajójából kilencet, valamint az őket kísérő két brit rombolót elsüllyesztették. December 12-én négy német romboló ütött rajta egy öt teherhajóból és az őket biztosító két rombolóból álló konvojon. Az öt teherhajót és az egyik rombolót elsüllyesztették. A rajtaütéseket követően David Beatty tengernagy, a brit főerőket képező Grand Fleet parancsnoka csatacirkálókat rendelt a konvojok védelmére. A németek számára így ismét lehetőség adódott a Grand Fleet egy kisebb részének csatára kényszerítésére. A Franz von Hipper tengernagy által kitervelt hadművelet szerint az I. felderítőcsoport csatacirkálói könnyűcirkálók és rombolók kíséretében megtámadták volna az egyik nagyobb konvojt, míg a Hochseeflotte nagyobbik része a csatahajókkal a közelben biztosította volna őket.
1918. április 23-án 05:00-kor a német flotta a Hindenburggal az élen kihajózott a hadművelet végrehajtására Wilhelmshavenből. Hipper minimális rádióforgalmat engedélyezett csak, hogy a britek ne tudják bemérni a helyzetüket. A csatacirkálók 06:10-re Bergentől délnyugatra jártak már 60 km-re, mikor a Moltke elveszítette jobboldali belső hajócsavarját. A víz ellenállása hiányában a tengelyrúd egyre gyorsabban forgott, mígnem a hajtómű szét robbant. A szétrepülő darabok több kazánt megrongáltak és lyukat ütöttek a hajótesten. A legénység által elvégzett gyors javítások révén bár képes volt 4 csomós sebességgel való haladásra, az Oldenburg csatahajót a vontatására rendelték. A történtek ellenére Hipper folytatta az északi irányú előretörést és többször is keresztezték a konvojok által használt útvonalat. Miután nem akadtak egyetlen hajóra sem, 14:00-kor Hipper elrendelte a visszavonulást és 18:37-re elérték a bázisaikat védő aknamezőket. Később megállapították, hogy az elkapni kívánt konvoj egy nappal korábban hajózott ki, mint számították.

### Tervezett hadműveletek

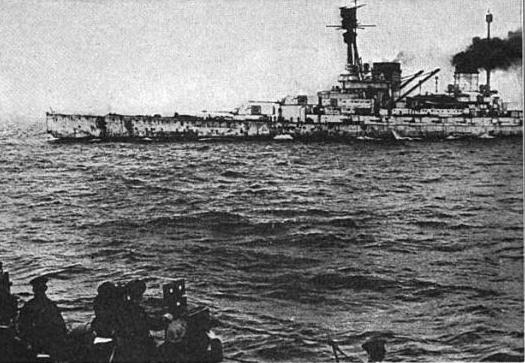
a Hindenburg útban Scapa Flow felé

1918. augusztus 11-én Hippert tengernaggyá léptették elő és kinevezték a Hochseeflotte parancsnokává. Helyét az I. felderítőcsoport élén Ludwig von Reuter ellentengernagy vette át és másnap a Hindenburgon húzatta fel a zászlóját.
A Hindenburg részt vett volna a háború utolsó napjaira tervezett hadműveletben, mellyel a Grand Fleetet tervezték egy utolsó nagy csatára bírni és a lehető legnagyobb veszteséget okozni a antantnak, hogy így érjenek el kedvezőbb pozíciót Németország számára a béketárgyalások során. A terv szerint egy időben két támadást hajtottak volna végre könnyűcirkálók és rombolók a La Manche csatornán illetve a Temze torkolatában. A Hindenburg és a másik négy csatacirkáló a Temze elleni támadást támogatta volna. A csapások után a holland partoknál vonták volna össze erőiket, ahol a Grand Fleet beérkező erőivel megmérkőztek volna. Míg a flotta Wilhelmshavenben gyülekezett, a háborútól megfáradt tengerészek tömegével kezdtek dezertálni. Mikor a Von der Tann és a Derfflinger csatacirkálók áthaladtak a belső kikötőből kivezető zsilipen, a fedélzetüket 300 tengerész hagyta el és tűnt el a parton.
Október 29-ének éjjelén több csatahajó fedélzetén zendülések törtek ki. A III. csatahajóraj (Geschwader III) három egysége megtagadta a horgony felhúzására kiadott parancsot és a Thüringen valamint a Helgoland csatahajók fedélzetén szabotázscselekményeket követtek el. A nyílt lázadás miatt az indulásra kiadott parancsot visszavonták és a hadműveletet lefújták. A hangulat lecsillapításának elősegítésére a Hochseeflotte rajait különböző bázisokra irányították.

## A háború után

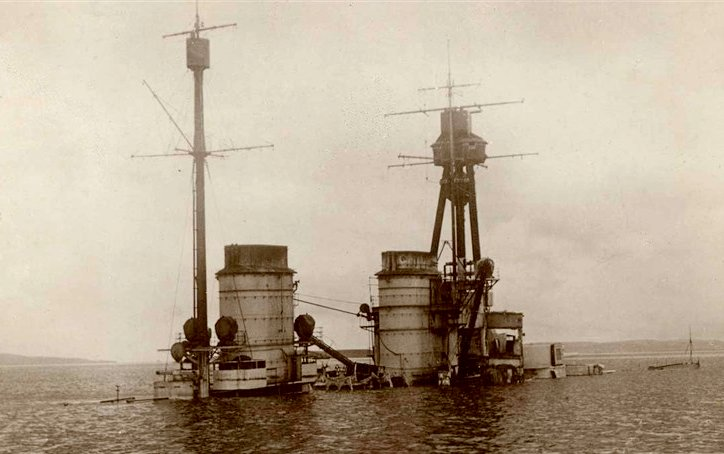
a Hindenburg felépítménye az elsüllyesztése után

Az első világháborút záró fegyverszünet értelmében a német flotta nagy részét Scapa Flow-ban internálták, köztük a Hindenburgot és a többi csatacirkálót is. 1918. november 21-én az internálandó hajókat – 14 csatahajót és csatacirkálót, 7 könnyűcirkálót és az 50 legmodernebb rombolót – útba indították Skóciába.
Az indulásuk előtt Adolf von Trotha tengernagy közölte Reuter ellentengernaggyal, az internálandó flotta parancsnokával, hogy a hajók semmilyen körülmények között nem kerülhetnek a britek kezére. Az Északi-tengeren találkoztak a Cardiff könnyűcirkálóval, mely az antant 370 hajóból álló flottájához vezette őket és ezek kíséretében közelítették meg Scapa Flow-t.
A Versailles-ben folytatott tárgyalások idején a német hajók fogságban maradtak. Reuter tengernagy a The Times-ból értesülhetett arról, hogy a fegyverszünet aláírásának határidejét 1919. június 21-ben határozták meg. Mivel úgy gondolta, hogy a britek ráteszik a kezüket a hajókra, közölte a hajók tisztjeivel, hogy a hajókat az első adandó alkalommal el kell süllyeszteni. A hadgyakorlatozó brit flotta június 21-én reggel elhagyta Scapa Flow-t és ezt követően 11:20-kor Reuter utasítást adott a hajók elsüllyesztésére. A 17:00-kor utolsóként a Hindenburg süllyedt el. Kapitánya rendelkezett úgy, hogy a hajót egyenletesen süllyesszék el, megkönnyítve így a legénységének a fedélzet elhagyását. Számos sikertelen próbálkozást követően 1930. július 23-án sikerült kiemelni és a következő két év során lebontották Rosythban. A harangját 1936-ban, majd a második világháború után 1959. május 28-án ismét visszaszolgáltatták a Németországnak.

## Kapitányok
| Név                | Rang            | Parancsnokságának ideje              |
| ------------------ | --------------- | ------------------------------------ |
| Johannes von Karpf | sorhajókapitány | 1917. május 10. – 1917. december 1.  |
| Hans Eberius       | sorhajókapitány | 1917. december 1. – 1918. január 31. |
| Walter Hildebrand  | sorhajókapitány | 1918. február 2. – 1918. december 3. |
| Erich Heyden       | korvettkapitány | 1919. június 21-ig                   |

## Linkek
- "Raising The Hindenburg" Popular Mechanics, December 1930

- Filmfelvételek a Hindenburgról, közte a sikertelen 1926-os kiemelési kísérletről
- Filmfelvétel a kiemelt Hindenburgról (1930) Archiválva 2011. június 11-i dátummal a Wayback Machine-ben
- képek a Hindenburgról
- két vázlat a Hindenburgról

## Fordítás
- Ez a szócikk részben vagy egészben  a   SMS Hindenburg című német Wikipédia-szócikk ezen változatának fordításán alapul.  Az eredeti cikk szerkesztőit annak laptörténete sorolja fel. Ez a jelzés csupán a megfogalmazás eredetét és a szerzői jogokat jelzi, nem szolgál a cikkben szereplő információk forrásmegjelöléseként.
- Ez a szócikk részben vagy egészben  a   SMS Hindenburg című angol Wikipédia-szócikk ezen változatának fordításán alapul.  Az eredeti cikk szerkesztőit annak laptörténete sorolja fel. Ez a jelzés csupán a megfogalmazás eredetét és a szerzői jogokat jelzi, nem szolgál a cikkben szereplő információk forrásmegjelöléseként.